# یواس‌اس اتیک (ای‌کی-۱۰۱)
یواس‌اس اتیک (ای‌کی-۱۰۱) (به انگلیسی: USS Atik (AK-101)) یک زیردریایی بود که طول آن ۳۸۲ فوت ۲ اینچ (۱۱۶٫۴۸ متر) بود. این زیردریایی در سال ۱۹۱۲ ساخته شد.